# Kenneth Møller
Kenneth Møller (født 17. juni 1975 i Næstved) bedre kendt under kunstnernavnet Kenneth Kold, er en dansk rapper, der var medlem af hiphopgruppen Klart Dér!.
Han startede rapgruppen Action Men (som senere hen blev til Klart Dér! og tilegnede sig yderligere medlemmer fra København-området) i 1993 sammen med Niels Henrik Gerts (Nage), der allerede var aktiv hiphopgruppen Hvid Sjokolade med Tommy Bredsted (Onkel Tom) og Lasse Lindholm Nielsen (Mesta Lasse). Han medvirkede også på Sjokoladens track Sydsidens Vilde fra deres album Levende poeters klub. Medvirkede også på Hiphop til folket, 1996 (Drop Dead, compilation) som gæsteoptræden på nummeret "yeah" med sund fornuft (Per Vers).
Han gæsteoptrådte til Hvid Sjokolades afskedskoncert den 18. oktober 2007 på Vega i København.

## Klart Dér!Diskografi
- Verbale Tæsk, 1994 (demo)
- De Grimme Ællinger, 1996 (Scandinavian Records, compilation), nummeret "Mikrofonhenretter"
- Rap'O'Mania Vol. 1, 1996 (Virgin, compilation), nummeret "Rim Til Dit Flæsk"
- Born 2 Rock EP'en, 2000 (Kølig Grammofon)
- Elektriske Fyrfadslys, 2000 (Kølig Grammofon)
- Kølig Kumpaner, 2001 (Kølig Grammofon, compilation), nummeret "Siden Tidernes Morgen"
- Dansk Rap 1988-2003, 2003 (Di:Lemma, compilation), nummeret "Born 2 Rock"